# Boston Dynamics
Boston Dynamics ist ein Robotik-Unternehmen mit Sitz in Waltham (Massachusetts), das vor allem im Bereich autonomer Laufroboter forscht und entwickelt, zu Beginn für das US-amerikanische Militär. Es gilt als eines der am weitesten fortgeschrittenen Robotik-Unternehmen der Welt, und ist vor allem für die Entwicklung einer Reihe von dynamischen, hochmobilen Robotern bekannt, darunter BigDog, Spot, Atlas und Handle.
Seit 2019 ist Spot in Serienproduktion und damit seit 2020 der erste kommerziell verfügbare Roboter von Boston Dynamics, wobei das Unternehmen seine Absicht bekundet hat, auch andere Roboter, darunter Handle, serienmäßig herzustellen. In Europa werden die Roboter von Boston Dynamics vom Distributor General Laser angeboten.
Im Dezember 2020 hatte Hyundai angekündigt, 80 % von Boston Dynamics übernehmen zu wollen. Die Übernahme wurde im Juni 2021 abgeschlossen.

## Geschichte
Boston Dynamics entstand 1992 als Ausgründung des Massachusetts Institute of Technology durch Marc Raibert, der als Vater der Laufroboter in den Vereinigten Staaten gilt. Ursprünglich wurde neben Robotiksystemen auch Simulationssoftware entwickelt. Das Unternehmen hat sich durch seine Laufroboter internationales Renommee erarbeitet, unter anderem durch die Entwicklung des hundeartigen Laufroboters BigDog ab 2005 oder ab 2012 mit seinem gepardenartigen Laufroboter Cheetah, der sich durch seinen ausgeglichenen und sehr schnellen Gang von bisherigen Modellen absetzt. Derartige Konzepte untersuchte die DARPA bereits unter dem Namen Mobility Environmental Research Study.
Im April 2012 gab die Defense Advanced Research Projects Agency (DARPA) bekannt, dass Boston Dynamics als einziger Anbieter die robotischen Systeme für den nächsten DARPA Robotics Challenge liefern soll.
Mit einem Vertragsvolumen im Umfang von 10,8 Mio. US-Dollar soll Boston Dynamics eine Reihe von humanoiden Robotern namens Atlas für den Zwei-Jahres-Wettbewerb mit einem Preisgeld von 2 Millionen liefern. Ziel des Wettbewerbs ist die Erstellung von autonomen Robotern, die in Naturkatastrophen und Katastrophen wie der Nuklearkatastrophe von Fukushima arbeiten sollen.
In den Bereich militärischer Forschung und Entwicklung ist das Projekt Autonomous Robotic Manipulation (ARM) einzuordnen, in dem autonome Robotersysteme (Militärroboter) entwickelt werden sollen, um den Menschen entlasten zu können, beispielsweise bei der Entschärfung von Bomben, Minenräumung, Rettung Verwundeter und Wartung von Waffensystemen. Auch bewaffnete Systeme sind denkbar.
Ende 2013 wurde Boston Dynamics von Google erworben.
Kurz vor dieser Übernahme wurde DI-Guy, eine Software zur Simulation von Menschenmengen für militärische Taktikplanungen, vom Bostoner Unternehmen VT MAK übernommen, das auf Simulationssoftware spezialisiert ist.
Medienberichten zufolge plante Alphabet Inc. (ehemals Google) im Jahr 2016 den Verkauf von Boston Dynamics an Toyota, da keine für Alphabet vermarktbaren Produkte zu erwarten seien.
Am 9. Juni 2017 wurde der Verkauf von Boston Dynamics an den japanischen Telekommunikations- und Medienkonzern Softbank bekanntgegeben.
Am 10. Dezember 2020 beschloss die Hyundai Motor Group, 80 % der Anteile an Boston Dynamics zu übernehmen.

## Entwicklungen

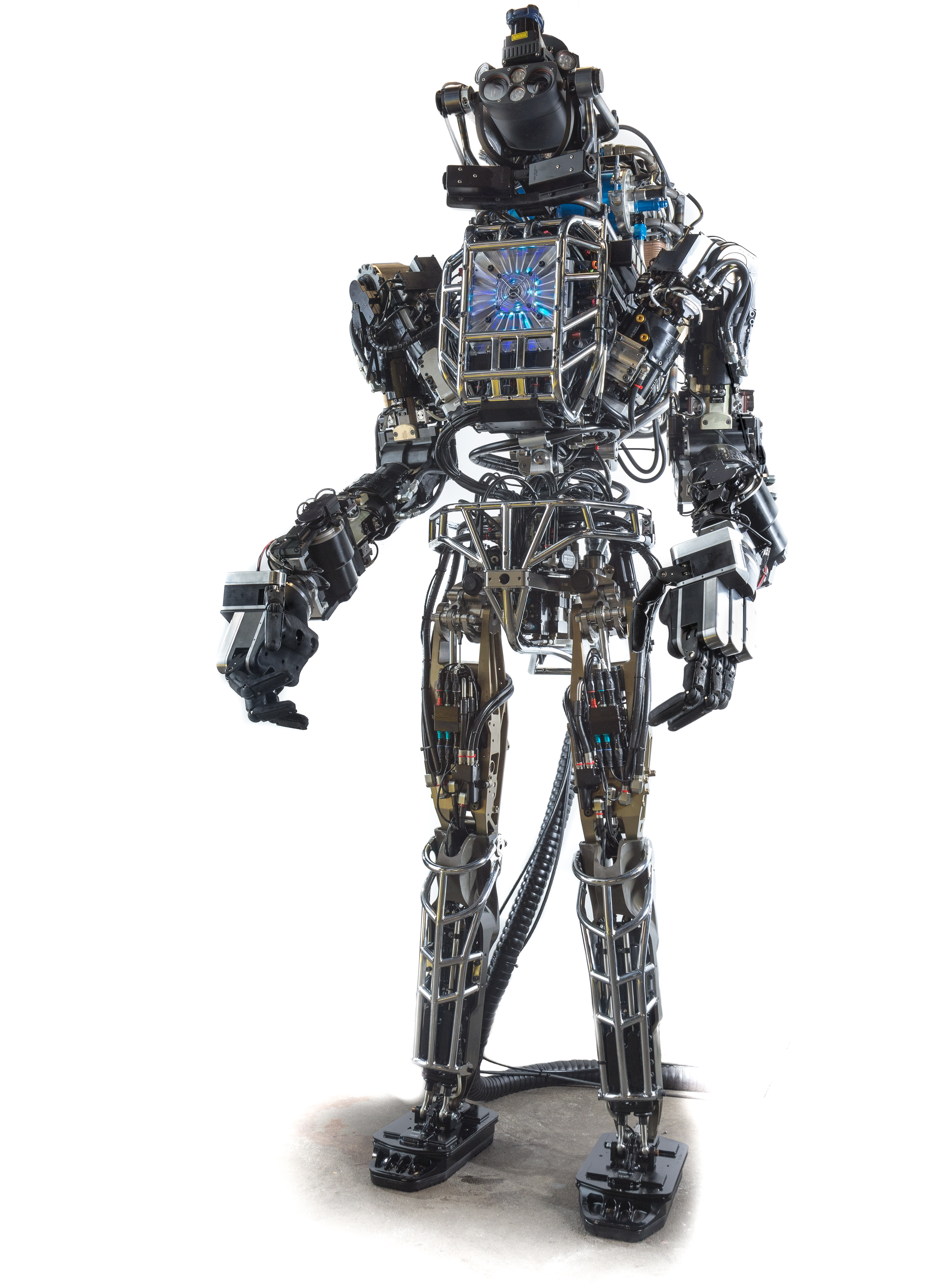
Atlas (2013)

- PETMAN (Protection Ensemble Test Mannequin), ein humanoider Roboter zum Test z. B. von Schutzanzügen
- Atlas, ein humanoider Roboter (Weiterentwicklung von PETMAN)
- BigDog, ein vierbeiniger hundeartiger Laufroboter
- SandFlea, ein vierrädriger, sprungfähiger (bis zu 8 m) Kleinroboter
- RHex, ein sechsbeiniger geländegängiger Kleinroboter
- RiSE, ein sechsbeiniger Kletter-Roboter
- LittleDog, ein vierbeiniger Kleinroboter
- Spot, ein vierbeiniger Laufroboter mit Elektroantrieb im Gegensatz zu früheren hundeartigen Laufrobotern (z. B. BigDog), die Verbrennungsmotoren nutzen[19]
- SpotMini, eine kleinere, leichtere und leisere Version des Spot, ebenfalls mit Elektroantrieb.

### Legged Squad Support System

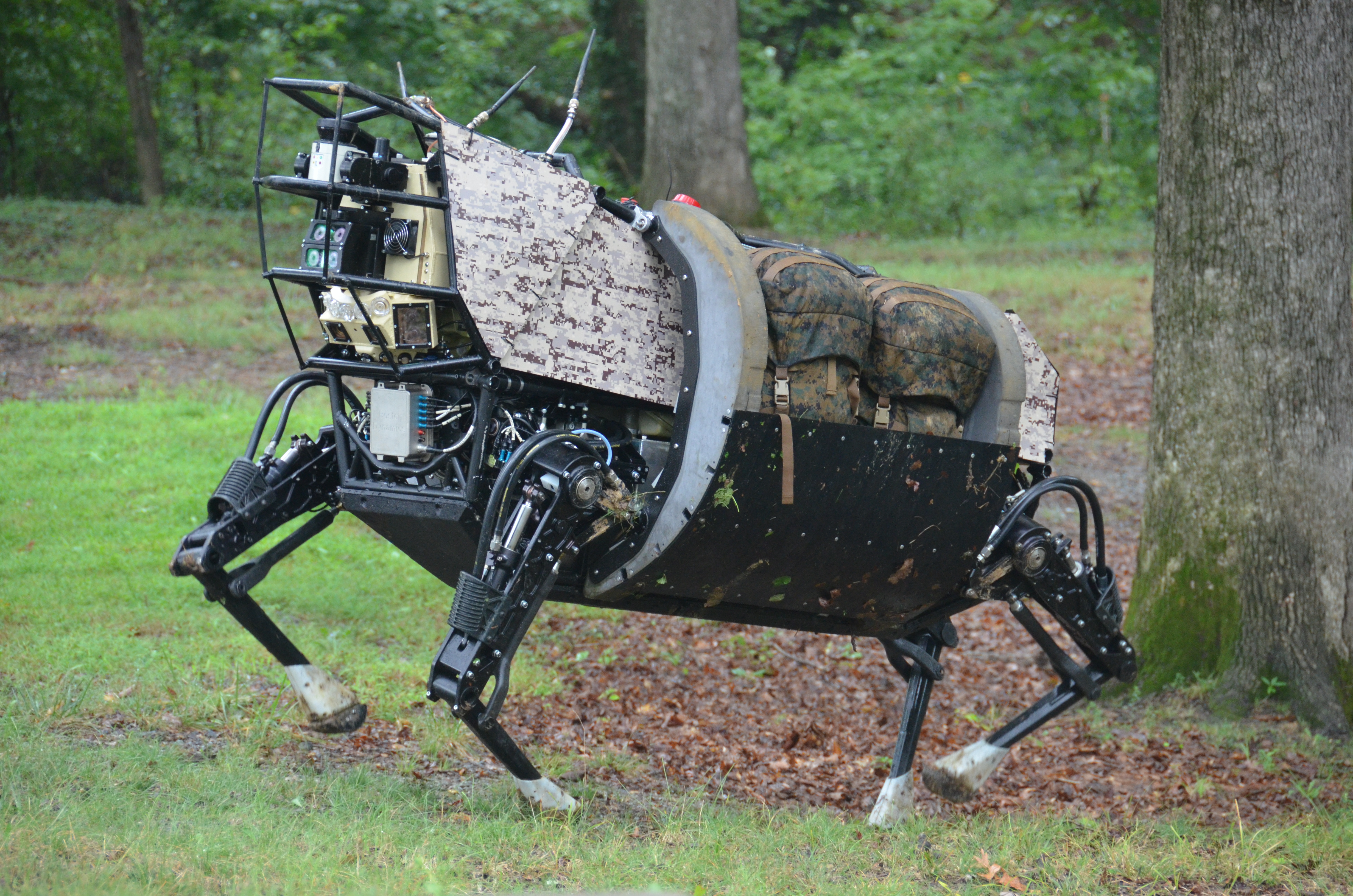
Prototyp des Legged Squad Support Systems

Das LS 3 (Legged Squad Support System) (auch Alpha Dog genannt und AlphaDog geschrieben) ist der Nachfolger des vierbeinigen Roboters BigDog. Die Einsatzfähigkeit des Legged Squad Support System war für das Jahr 2012 geplant.
Geplante Verbesserungen sind, dass die Maschine durch höhere Stabilität militärisch besser genutzt werden kann. Dazu gehört auch die Fähigkeit, Gewässer zu durchqueren und auch in heißen, kalten, trockenen sowie schmutzigen Umgebungen zurechtzukommen. Die Lautstärke des Antriebs soll im Gegensatz zum Vorgängermodell von etwa 95 auf 70 Dezibel im normalen Modus und 40 Dezibel in einem zweiten, leiseren Modus reduziert werden. Die bisherige Nutzlast von etwa 150 Kilogramm soll auf eine mögliche Nutzlast von etwa 180 Kilogramm erhöht werden.

### LittleDog
LittleDog wurde um 2010 präsentiert und ist ein kleiner vierbeiniger Roboter, der von Boston Dynamics für die DARPA zu Forschungszwecken entwickelt wurde. Im Gegensatz zu BigDog, der zuvor von Boston Dynamics entwickelt wurde, ist LittleDog als Testplattform für andere Institutionen gedacht. Boston Dynamics liefert oft die Roboter für die DARPA als Standard-Entwickler-Plattform.
LittleDog hat vier Beine, die jeweils von drei Elektromotoren angetrieben werden. Die Beine haben einen großen Bewegungsspielraum. Der Roboter ist stark genug zum Klettern und für dynamische Fortbewegungs-Gänge. Der PC-Bordcomputer übernimmt die Sensorik, die Steuerung der Aktuatoren und die Kommunikation. Die Sensoren von LittleDog messen Gelenkwinkel, Motorströme, Körperausrichtung und Fuß/Boden-Kontaktkräfte. Steuerprogramme greifen über die Boston Dynamics Roboter-API auf den Roboter zu. Die eingebauten Lithium-Polymer-Batterien ermöglichen einen 30-minütigen Dauerbetrieb ohne Nachladen. Drahtlose Kommunikation und Datenprotokollierung unterstützen den Fernbetrieb und die Datenanalyse. Die Entwicklung von LittleDog wurde durch das DARPA Information Processing Technology Office finanziert.

### PETMAN
PETMAN (Protection Ensemble Test Mannequin) ist ein zweibeiniger Roboter, das zum Testen von Chemikalienschutzanzügen konstruiert wurde. Er ist der erste anthropomorphe Roboter, der sich dynamisch wie ein echter Mensch bewegt.

### Cheetah
Cheetah wurde im Jahr 2012 erstmals veröffentlicht. Er ist ein weiterer vierbeiniger, katzenähnlicher Laufroboter, dessen Bewegungsapparat einem Geparden nachempfunden wurde und bei dessen Entwicklung eine schnelle Laufgeschwindigkeit im Vordergrund steht. Zurzeit (Stand: Dezember 2013) erreicht die Maschine eine Höchstgeschwindigkeit von über 46 Kilometer je Stunde (29 mph) und hat bereits im Jahr 2012 (mit 29 km/h) einen neuen Spitzenwert bei Laufmaschinen erreicht, dem normalsportliche Menschen nicht mehr entkommen könnten. Zum Vergleich: Der jamaikanische Sprinter Usain Bolt erreichte im Jahr 2009 eine Höchstgeschwindigkeit von knapp 45 Kilometer je Stunde auf einer Strecke von 100 Meter.

### Wildcat
Wildcat (2012) ist für den Einsatz in unterschiedlichem Gelände gedacht. Als Besonderheit gelten zwei unterschiedliche Gangarten: Galoppieren und ein hasenartiges Hoppeln. Die Maschine erreicht auf ebener Strecke eine Höchstgeschwindigkeit von knapp 26 Kilometern pro Stunde. Als Energieversorgung dient ein Verbrennungsmotor.

### Atlas
Der agile anthropomorphe Roboter "Atlas" ist ein 183 cm großer, zweibeiniger humanoider Roboter, der auf dem früheren humanoiden Roboter PETMAN von Boston Dynamics basiert und für eine Vielzahl von Such- und Rettungsaufgaben entwickelt wurde.
Im Februar 2016 veröffentlichte Boston Dynamics ein YouTube-Video mit dem Titel "Atlas, The Next Generation", in dem ein neuer humanoider Roboter gezeigt wird, der etwa 175 cm (5' 9") groß ist, also etwa einen Kopf kürzer als der ursprüngliche DRC Atlas. In dem Video wird gezeigt, wie der Roboter eine Reihe von Aufgaben ausführt, die für die vorherige Generation von humanoiden Robotern schwierig oder unmöglich gewesen wären.
Ein am 11. Oktober 2018 auf dem Boston Dynamics-Kanal von YouTube gepostetes Video mit dem Titel "Parkour Atlas" zeigt den Roboter, wie er mühelos 2' (= 60,9 cm) hohe Stufen auf eine Plattform hinaufläuft.
Atlas wird in einem YouTube-Video vom September 2019 mit dem Titel "More Parkour" gezeigt.
Am 18. April 2024 stellte Boston Dynamics eine neue Version des Atlas vor. Der neue Atlas wird elektrisch angetrieben. Die Aktoren sind kleiner und leichter als die pneumatischen des Vorgängers. Dadurch sei der Roboter stärker und beweglicher als der Vorgänger, teilte das Unternehmen mit.

### SPOT
Am 23. Juni 2016 stellte Boston Dynamics den vierbeinigen, von Hunden inspirierten Spot vor, der nur 32 kg wiegt und leichter als seine anderen Produkte ist.
Im Februar 2018 erreichte ein Werbevideo, in dem Spot seinen Arm benutzt, um eine Tür für einen anderen Roboter zu öffnen, Platz 1 auf YouTube mit über 2 Millionen Views. Ein späteres Video im selben Monat zeigte, wie Spot trotz menschlicher Eingriffe beharrlich versuchte, die Tür zu öffnen. Die Zuschauer empfanden den Roboter als "gruselig" und er "erinnerte an alle Arten von Sci-Fi-Robotern, die in ihren Missionen, zu suchen und zu zerstören, nicht aufgeben".
Am 11. Mai 2018 gab Marc Raibert, CEO von Boston Dynamics, auf der TechCrunch Robotics Session 2018 bekannt, dass sich der Spot-Roboter in der Vorproduktion befinde und sich auf die kommerzielle Verfügbarkeit im Jahr 2019 vorbereite. Auf seiner Website hebt Boston Dynamics hervor, dass Spot der "leiseste Roboter ist, den [sie] gebaut haben." Das Unternehmen sagt, dass es Pläne mit Vertragsherstellern hat, um die ersten 100 Spots später im Jahr zu bauen und die Produktion zu skalieren, mit dem Ziel, Spot im Jahr 2019 zu verkaufen. Im September 2019 wurde Journalisten jedoch mitgeteilt, dass die Roboter nicht verkauft, sondern an ausgewählte Geschäftspartner verleast werden. Im November 2019 wurde die Massachusetts State Police die erste Strafverfolgungsbehörde, die Spot mini als Roboterpolizist sowie in der Bombenentschärfungs-Einheit einsetzte.
Seit dem 23. Januar 2020 ist das SDK von Spot für jedermann über GitHub verfügbar. Dies ermöglicht Programmierern, benutzerdefinierte Anwendungen für Spot zu entwickeln, um verschiedene Aktionen auszuführen, die in verschiedenen Branchen eingesetzt werden können. Am 16. Juni 2020 machte Boston Dynamics Spot für die Allgemeinheit zum Preis von 74.500 US-Dollar zum Kauf verfügbar.
Am 23. Juni 2020 wurde ein einzelner Spot mit dem Namen "Zeus" von SpaceX auf dem Raumschiff-Testgelände Boca Chica eingesetzt, um dabei zu helfen, unterkühlten Flüssigstickstoff zu sichern und "potenziell gefährliche" Stellen am und um den Launchpad zu inspizieren.
Am 9. Juli 2020 trat ein Team von Spot-Robotern als Cheerleader auf der Tribüne bei einem Baseballspiel zwischen den Fukuoka SoftBank Hawks und den Rakuten Eagles auf, unterstützt von einem Team von SoftBank Pepper Robots.
Spot führte im November 2020 Inspektionsaufgaben auf dem schwimmenden Produktions-, Lager- und Entladungsschiff Skarv durch.
Seit Anfang 2021 wird die Version Spot Enterprise angeboten, die eine Ladestation zum automatischen Aufladen von Spot beinhaltet, was wiederholbare autonome Einsätze ohne Personal vor Ort erlaubt.

### Handle
Handle (2016) hat zwei Arme und als Neuheit zwei Beine, die auf Rädern laufen. Die Arme dienen dem Ausbalancieren und Heben von Lasten bis zu 45 Kilogramm. Handle ist zwei Meter groß und kann sich mit mehr als 15 Kilometer pro Stunde rollend fortbewegen. Auf unwegsamer Oberfläche kann er auch schreiten. Treppen kann er rollend abwärts bewältigen. Er kann mehr als 1,20 Meter hoch springen. Seine Akkus ermöglichen eine Reichweite von rund 25 Kilometern. Aufgrund der Räder hat er weniger Freiheitsgrade als ein humanoider Roboter mit beweglichen Füßen, er ist jedoch deutlich kostengünstiger in der Herstellung.

### Stretch
Am 29. März 2021 kündigte Boston Dynamics über ein Video auf seinem Youtube-Kanal den Stretch-Roboter an, der für die Lagerautomatisierung konzipiert wurde. Die Maschine war in der Lage, bis zu 32 kg (1× Spot) schwere Objekte mithilfe einer Saugnapfanordnung anzuheben.
Stretch ist derzeit ein Prototyp, der für die Automatisierung von Kartontransportaufgaben in Lagern und Distributionszentren entwickelt wurde. Dank seiner mobilen Basis kann Stretch überall dorthin gehen, wo wiederholtes Heben von Kartons erforderlich ist – beim Entladen von LKWs, beim Aufbau von Paletten mit Kartons und bei der Auftragszusammenstellung. Stretch soll den Lagerbetrieb effizienter und für die Mitarbeiter sicherer machen. Die Technologie von Stretch baut auf jahrzehntelangen Fortschritten in der Robotik auf, um eine flexible, leicht integrierbare Lösung zu schaffen, die in jedem Lager eingesetzt werden kann.

### Videos
- Boston Dynamics: Videokanal zu den einzelnen Robotertypen auf YouTube, 6. Juli 2008 (englisch).
- Boston Dynamics: Do You Love Me? auf YouTube, 29. Dezember 2020 (englisch; Laufzeit: 2 min 54 s).